# Băng dính
Băng dính hay băng keo là một loại vật liệu có tính năng kết dính, thường bao gồm keo kết hợp với một vài vật liệu dai, mềm khác như màng nhựa BOPP, PVC, vải, giấy.
Băng dính sử dụng phần lớn trong nhu cầu đóng gói thành phẩm, bảo vệ sản phẩm. Ngoài ra Băng Dính còn có rất nhiều công dụng trong các ngành như điện tử, công nghiệp,...
Băng dính được phân loại theo nhiều tiêu chuẩn khác nhau: theo chất keo, theo vật liệu quết keo, theo công dụng và theo kích cỡ, hình dạng. Loại Băng dính thông dụng nhất trên thị trường là băng dính OPP hay còn được gọi là băng dính đóng thùng. Ngoài ra còn có rất nhiều biến thể khác của băng dính như băng keo giấy kraft, băng keo giấy, băng keo vải, băng keo chống thấm,...
Băng Dính thường được quy đổi theo đơn vị yard (0.91 mét/1 yard) sẽ rất thiệt hại cho khách hàng nếu không hiểu đơn vị này vì phần lớn các đơn vị thương mại thường dùng đơn vị này để gian lận số mét trên cuộn thành phẩm để hạ giá thành.
Băng dính được phân loại theo nhiều tiêu chuẩn khác nhau: theo chất keo, theo vật liệu quết keo, theo công dụng và theo kích cỡ, hình dạng.

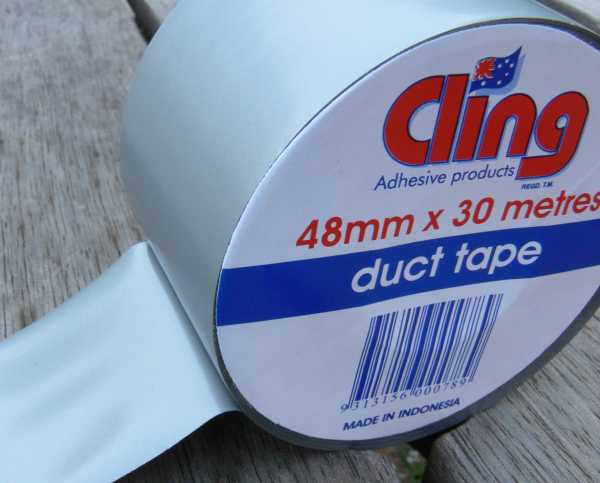
Băng dính Duct-một loại băng dính dán rất chắc
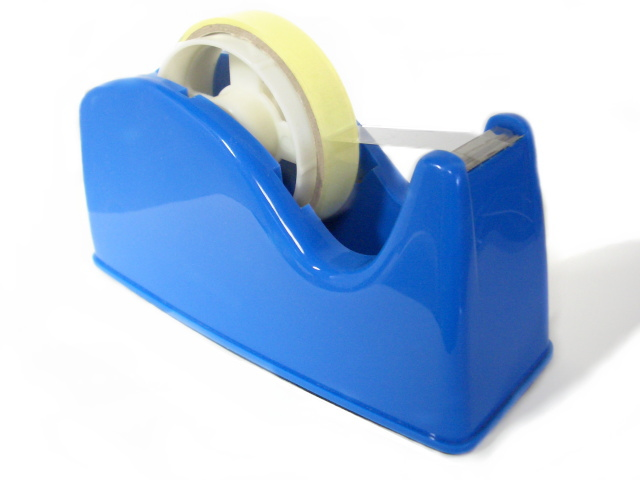
Dụng cụ cắt băng dính văn phòng
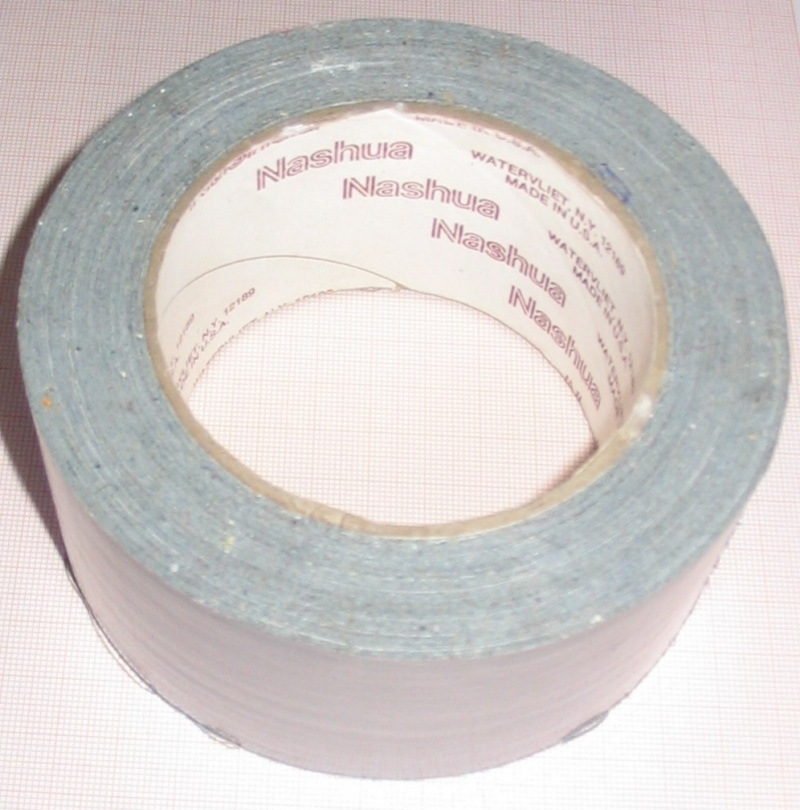
Băng dính vải

1. ↑  Karmann, Werner; Kummer, Andreas B. (2000). "Tapes, Adhesive". Bách khoa toàn thư Ullmann về Hóa chất công nghiệp. Weinheim: Wiley-VCH. doi:10.1002/14356007.a26_085. ISBN 3527306730.